# Ischimski rajon
Der Ischimski rajon (russisch Ишимский район) ist ein Rajon in der Oblast Tjumen in Russland.

## Geographie
Der Rajon liegt im Südosten der Oblast Tjumen.

### Nachbarrajone
Der Rajon grenzt im Norden an die Rajone Aromaschewo und Sorokino, im Osten an den Abatski rajon, im Südosten an den Sladkowski rajon, im Süden an die Rajone Kasanskoje und Berdjuschje und im Westen an den Golymaschnowski rajon, die allesamt in der Oblast Tjumen liegen. Verwaltungszentrum des Rajons ist die Stadt Ischim, welche einen eigenen Stadtkreis bildet.

## Administrative Gliederung
| Selsowets 1. Borowski selsowet (Tjumen) 2. Butusowski selsowet 3. Desjatowski selsowet 4. Dymkoswki selsowet 5. Gagarinski selsowet (Tjumen) 6. Karasulski selsowet 7. Klepikowski selsowett 8. Larichinski selsowet 9. Misonowski selsowet 10. Newlinski selsowet (Tjumen) 11. Nowoloktinski selsowet 12. Nowotrawninski selsowet 13. Pachomowski selsowet (Tjumen) 14. Perwopesjanowski selsowet 15. Pleschkowski selsowet 16. Prokutkinski selsowet 17. Rawnezki selsowet 18. Schablykinski selsowet 19. Strechinski selsowet 20. Tobolowski selsowet 21. Tscheremschanski selsowet (Ischimski) 22. Wtoropesjanski selsowet | Administratives Zentrum 1. Ischim (nicht Teil des Rajons) |